# Bucenino
Bucenino (ros. Буценино) – wieś (ros. деревня, trb. dieriewnia) w zachodniej Rosji, w osiedlu wiejskim Michnowskoje rejonu smoleńskiego w obwodzie smoleńskim.

## Geografia
Miejscowość położona jest nad Sieriebrianką, 1 km od drogi federalnej R135 (Smoleńsk – Krasnyj – Gusino), 0,5 km od drogi federalnej R120 (Orzeł – Briańsk – Smoleńsk – Witebsk), 13,5 km od drogi magistralnej M1 «Białoruś», 4,5 km od centrum administracyjnego osiedla wiejskiego (Michnowka), 11 km od Smoleńska, 5,5 km od najbliższego przystanku kolejowego (Dacznaja II).
W granicach miejscowości znajdują się ulice: Akademiczeskaja, Bieriezowaja, 1-yj Bieriezowyj pierieułok, 2-oj Bieriezowyj pierieułok, 3-ij Bieriezowyj pierieułok, Dubrawnaja, Elektriczeskij pierieułok, Kiedrowaja, Małyj perieułok, Nieczetnaja, Polewoj pierieułok, Rajskaja, Riabinowaja, 1-yj Riabinowyj pierieułok, 2-oj Riabinowyj pierieułok, Tichaja, Tienistaja, Trudowaja, Sosnowyj, Owrażnyj, Wstriecznaja.

## Demografia
W 2010 r. miejscowość zamieszkiwało 38 osób.